# 李金鐘
李金鐘，MH，BH（英語：Lee Kam Chung，1939年11月15日—），香港教育家。中學畢業後入讀過新亞書院、新亞研究所和香港中文大學。他當上教師初期在九龍塘學校（中學部）任教，其後創立私立思明英文中學。之後被羅致到孔聖堂中學出任校長。李金鐘曾是香港中文大學校友評議會第一屆主席和香港高齡教育工作者聯誼會會長。自2000年代初退休之後，全身投入義工服務，擔任社會福利署推廣義工服務督導委員會委員學生及青年義務工作推廣小組召集人。他於2011年參選過選舉委員會教育界界別分組選舉但未能當選。

## 背景

### 早年生活
李金鐘早年在福建省南安市梅山鎮生活，就讀南安市國專中心小學和南安國光中學，在1950年代畢業於漢華中學。及後於1961年修畢新亞書院歷史系文憑。他在1963年完成新亞研究所歷史系碩士課程，再於1964年完成香港中文大學歷史系學士學位，在校時曾為粵語話劇社社長。李金鐘大學畢業後在九龍塘學校（中學部）執教數年，直至1969年跟一群教師於香港島灣仔區國泰戲院對面租用校舍創辦私立學校思明英文中學。

### 個人發展
他在創辦思明英文中學後因規模所限兼教中國語文、中國歷史和體育三個學科；同時擔任學校的校監（1969年至1985年）與訓導主任職位。在思明英文中學於1987年停辦前，李金鐘被時任孔聖堂中學校監張威麟邀請於1984年至1991年間出任香港孔聖堂中學校長。期間在1980年獲香港大學頒授哲學碩士。他當時曾出任香港孔聖堂會長。而現時是該校的辦學團體校董（2016年至2020年）。
李金鐘與香港中文大學的關係密切。他曾擔任新亞文化教育會董事且在1977年至1978年擔任新亞書院校友會第二十四屆理事會的財務崗位。又在1978年至1994年間出任新亞書院校董，1981年起出任新亞文商書院校長（1985年續任，1989年離任），且在1994年出任香港中文大學校董會成員。此外，他自大學畢業以來一直參與校友會事務，與其他校友計劃發展教育理想。李金鐘於1979年擔任香港中文大學校友會聯會會長，並跟其餘14位委員一同於1982年成立香港中文大學校友會聯會教育發展有限公司計劃辦學。同年，他提出為香港中文大學校友會聯會成立教育發展基金以籌募經費。其後先後協助在1987年在新界沙田顯徑邨成立香港中文大學校友會聯會張煊昌學校，1991年在馬鞍山錦英苑商場創立香港中文大學校友會聯會張煊昌幼稚園和在天水圍天瑞邨成立香港中文大學校友會聯會張煊昌中學。而之後在1997年於廣東省韶關市乳源縣建成的香港中文大學校友會聯會方武小學和香港中文大學校友會聯會新民小學亦是李金鐘為了在解決在廣東工作的香港人的子女就學問題而參與開辦的內地小學。兩所內地小學既銜接港式教育、又成為中國首兩間經中華人民共和國國家教育委員會審批開辦的港式學校，依循香港教育制度來辦學。於1997年開辦之時，無綫電視與日本放送協會曾派記者採訪。
李金鐘當時與校友會聯會成員另外計劃捐助五所內地希望工程的學校，把聯會宗旨「凝聚力量，服務社會」通過辦學方式傳揚開去。連計兩所內地小學在內，香港中文大學校友會聯會長沖明志小學、香港中文大學校友會聯會杏花群力小學、香港中文大學校友會聯會三加培幼學校、香港中文大學校友會聯會方洞至善小學、香港中文大學校友會聯會七星墩柏林小學、香港中文大學校友會聯會金場崇光小學、香港中文大學校友會聯會東粉晃基小學以及香港中文大學校友會聯會封川子榮小學等等超過32間、遍佈西肇慶市封開縣、廣寧縣、湖南省郴州市宜章縣、蘇仙區、川西雅安市天全縣、寶興縣以及蘆山縣的小學皆為「小扁擔勵學行動」實行下營辦的學校。
香港中文大學校友會聯會在香港與中國內地成立多所學校辦學。李金鐘在1997年至2000年出任獲邀到廣東香港人子弟學校擔任校長，及至2000年正式退休，並全職參與義務工作。他在退休前後仍然為多所中小學的校政管理作出貢獻，包括曾任香港中文大學校友會聯會張煊昌中學校董與校監、香港中文大學校友會聯會張煊昌學校校董、香港中文大學校友會聯會陳震夏中學校董、閩僑中學校董與校監以及漢華中學校董。而早在1980年代，他已獲邀請加入樹人教育基金會為香港樹人學校轉型提供意見。另外，亦擔任香港樹人學校的校董。
在學校事務以外，李金鐘亦為社區服務，出任公職與推廣義工工作。其中包括擔任黃泥涌分區委員會主席、灣仔區撲滅罪行委員會副主席、國際獅子總會港澳三零三區第三分域主席、灣仔區少年警訊活動委員會主席、灣仔區街坊福利會副理事長、香港聖約翰救傷隊訓練總區比賽及考試部分區副會長、銅鑼灣街坊福利促進會會董、漢華教育機構信托人、香港青少年創新科技教育協會顧問、香港高齡教育工作者聯誼會會長（2011年至2014年）、學友社社務顧問、粵語正音推廣協會籌劃委員會委員和全港青年學藝比賽大會顧問等職務。他現時以社會福利署推廣義工服務督導委員會委員學生及青年義務工作推廣小組召集人的身份，繼續推動更多人參與義務工作。還有為香港中文大學校友會聯會張煊昌幼稚園、順龍仁澤幼稚園出任校監。

### 個人榮譽
於教育界及社會努力多年，李金鐘的貢獻獲不同機構認同。他分別於1993年、1996年和2003年獲頒發港督社區服務獎狀、英女皇榮譽獎章（Badge of Honour；BH）以及聖約翰員佐勳銜（SBStJ）。在2009年獲香港電燈與香港社會服務聯會頒發傑出第三齡人士獎，以表揚他熱心教育工作和推動義工服務。其後在2011年獲香港特別行政區政府頒授榮譽勳章以表彰其在推動義工運動、文化藝術以及為高齡教育工作者爭取福祉方面作出的貢獻。而香港中文大學亦於2005年向他頒授榮譽院士。

### 其他資料
李金鐘曾擔任1978年至1979年度、1981年至1983年度以及1989年至1991年度新亞書院校友會會長。

## 著作
- 2017年：《教育首腦話當年》（任其中一位主編者、香港教育圖書出版）[2]

## 外部連結
- 甄港彰〈為兩位11月出生的仁愛校長慶生〉，眾新聞，2014年11月18日 （页面存档备份，存于）